# Hikaru Hayashi
Hikaru Hayashi (林 光 Hayashi Hikaru) (født 22. oktober 1931 i Tokyo, Japan, død 5. januar 2012) var en japansk komponist, pianist, dirigent og forfatter. Hayashi studerede komposition på Tokyo University of the Arts. Han fuldendte ikke sit studie, men studerede herefter videre hos private lærere.
Han har skrevet 4 symfonier, orkesterværker, 30 operaer, kammermusik, 100 filmværker , klaverstykker, sange og koncertmusik. Hans mest kendte værk er nok hans Symfoni i G (nr. 1) (1953) for orkester.
Hayashi har forfattet tekstbøger om musik især om operamusik. Han vandt Suntory Music Award (1998), en højt estimeret pris i japansk musikliv.

## Udvalgte værker
- Symfoni "Børnenes Symfoni" (1942) - for orkester
- Symfoni i G (nr. 1) (1953) - for orkester
- Symfoni nr. 2 "Sange" (1983) - for orkester
- Symfoni nr. 3 "Om aftenen, august solen" - for orkester (1990)
- Guitarkoncert (1993) - for guitar og orkester
- "Metamorfoser" (1996) - opera